# Carsten Kissmeyer
Carsten Kissmeyer (født 22. maj 1953) er en dansk politiker, som fra 2002 var borgmester i Ikast Kommune og 2007-2017 i Ikast-Brande Kommune, samt fra 2017 er 2. næstformand i Region Midtjylland, og fra oktober 2018 til 1. november 2022 folketingsmedlem, valgt for Venstre.

## Baggrund
Carsten Kissmeyer er uddannet cand.oecon. fra Århus Universitet i 1979. Fra 1980 til 1992 arbejdede han som IT-underviser på Ikast Handelsskole. Fra 1994 og frem til 2004 var han direktør for handelsskolen, hvorefter han blev vicedirektør for Uddannelsescenter Herning.
Carsten Kissmeyer er gift med sekretariatsleder Lene Ravn. Parret har en søn. Derudover har Carsten Kissmeyer to børn fra et tidligere ægteskab.

## Politisk karriere
Carsten Kissmeyer blev medlem af Ikast Byråd i 1994, og var frem til 2002 formand for kommunens Børne- og Kulturudvalg.
I 2002-2007 var han borgmester i Ikast Kommune. Efter sammenlægning med Brande Kommune og Nørre Snede Kommune fortsatte han som storkommunen Ikast-Brandes første borgmester 2007-2017.
Ved kommunalvalget i 2013 fik Carsten Kissmeyer 3027 personlige stemmer.
Han valgte i 2017 at stoppe som borgmester, for at gå efter posten som regionsrådsformand i Region Midtjylland.
I 2014 blev Carsten Kissmeyer udpeget som næstformand i Kommunekontaktrådet i Midtjylland.
Carsten Kissmeyer er desuden medlem af bestyrelsen for Brande Højskole, bestyrelsen for Karup Lufthavn, ligesom han besidder andre lignende tillidshverv.
I 2018 blev Kissmeyer afløser for Esben Lunde Larsen i Folketinget.